# 3905 Doppler
3905 Doppler је астероид главног астероидног појаса чија средња удаљеност од Сунца износи 2,559 астрономских јединица (АЈ).
Апсолутна магнитуда астероида је 12,7.